# Bulbophyllum rajanum
Bulbophyllum rajanum är en orkidéart som beskrevs av Johannes Jacobus Smith. Bulbophyllum rajanum ingår i släktet Bulbophyllum och familjen orkidéer. Inga underarter finns listade i Catalogue of Life.